# Autoritatea zonei economice speciale Aqaba
Autoritatea zonei economice speciale Aqaba (ASEZA) este responsabilă din punct de vedere financiar și administrativ instituție autonomă responsabilă de gestionarea, reglementarea și dezvoltarea Zonei Economice Speciale Aqaba (ASEZ).